# Max Crocombe
Maxime Teremoana Crocombe, abrégé Max Crocombe, né le 12 août 1993 à Auckland, est un footballeur international néo-zélandais. Il évolue au poste de gardien de but au club de Millwall FC.

## Carrière

### Carrière en club
Après une saison au Buckingham Town durant laquelle il inscrit un but, Max Crocombe est repéré par le club d'Oxford United qui le fait d'abord signer pour deux ans avec les équipes de jeunes. En manque de gardien, le club de Banbury United l'accueille en prêt en décembre 2011. Il signe son premier contrat professionnel en avril 2012. Il fait ses débuts en championnat avec le club en janvier 2013.
Après deux saisons quasiment blanches, il est prêté au Nuneaton Town en février 2015 pour le reste de la saison. En septembre 2015, il est de nouveau prêté pour un mois au Barnet FC. Dès son retour, il est prêté trois mois au Southport FC. Après avoir disputé une dizaine de matchs, son prêt est prolongé jusqu'à la fin de la saison.
Quelques jours après avoir résilié son contrat avec Oxford United, Crocombe s'engage un an avec le Carlisle United. Après seulement quatre matchs disputés, il signe avec le club de Salford City lors de l'été 2017.
Le 30 juin 2023, il rejoint Burton Albion .

### Carrière internationale
Il est appelé en équipe de Nouvelle-Zélande des moins de 20 ans en 2013 pour le Championnat d'Océanie des moins de 20 ans. Il garde sa cage inviolée durant toutes les rencontres auxquelles il participe et est nommé meilleur gardien de la compétition. Il est de nouveau appelé quelques mois plus tard pour la Coupe du monde des moins de 20 ans en Turquie.
L'entraîneur de l'équipe A de Nouvelle-Zélande, Anthony Hudson, sélectionne Max Crocombe pour un match amical contre la Corée du Sud en mars 2015. En juin 2015, il est sélectionné avec l'équipe de Nouvelle-Zélande olympique pour les Jeux du Pacifique, un tournoi qualificatif pour les Jeux olympiques. Il n'encaisse aucun but en quatre matchs, mais son équipe est finalement disqualifiée.
Crocombe est de nouveau sélectionné avec les A pour la Coupe d'Océanie 2016.

## Statistiques
| Saison                | Club                  | Championnat            | Championnat | Championnat | Coupe nationale | Coupe nationale | Coupe de la Ligue | Coupe de la Ligue | EFL Trophy | EFL Trophy | FA Trophy | FA Trophy | Southern League Cup | Southern League Cup | Total | Total |
| Saison                | Club                  | Division               | M.          | B.          | M.              | B.              | M.                | B.                | M.         | B.         | M.        | B.        | M.                  | B.                  | M.    | B.    |
| 2009-2010             | Buckingham Town       | United Counties League | 33          | 1           | 0               | 0               | -                 | -                 | -          | -          | -         | -         | -                   | -                   | 33    | 1     |
| Sous-total            | Sous-total            | Sous-total             | 33          | 1           | 0               | 0               | -                 | -                 | -          | -          | -         | -         | -                   | -                   | 33    | 1     |
| 2011-2012             | Oxford United         | League Two             | 0           | 0           | 0               | 0               | 0                 | 0                 | -          | -          | -         | -         | -                   | -                   | 0     | 0     |
| 2011-2012             | Banbury United (prêt) | Premier Division       | 1           | 0           | 0               | 0               | -                 | -                 | -          | -          | -         | -         | 1                   | 0                   | 2     | 0     |
| 2012-2013             | Oxford United         | League Two             | 4           | 0           | 0               | 0               | 0                 | 0                 | -          | -          | -         | -         | -                   | -                   | 4     | 0     |
| 2013-2014             | Oxford United         | League Two             | 0           | 0           | 0               | 0               | 0                 | 0                 | -          | -          | -         | -         | -                   | -                   | 0     | 0     |
| 2014-2015             | Oxford United         | League Two             | 0           | 0           | 0               | 0               | 2                 | 0                 | -          | -          | -         | -         | -                   | -                   | 2     | 0     |
| 2014-2015             | Nuneaton Town (prêt)  | Conference Premier     | 10          | 0           | 0               | 0               | -                 | -                 | -          | -          | -         | -         | -                   | -                   | 10    | 0     |
| 2015-2016             | Oxford United         | League Two             | 0           | 0           | 0               | 0               | 0                 | 0                 | -          | -          | -         | -         | -                   | -                   | 0     | 0     |
| 2015-2016             | Barnet FC (prêt)      | League Two             | 5           | 0           | 0               | 0               | 0                 | 0                 | -          | -          | -         | -         | -                   | -                   | 5     | 0     |
| 2015-2016             | Southport FC (prêt)   | National League        | 25          | 0           | 1               | 0               | -                 | -                 | -          | -          | 3         | 0         | -                   | -                   | 29    | 0     |
| Sous-total            | Sous-total            | Sous-total             | 45          | 0           | 1               | 0               | 2                 | 0                 | -          | -          | 3         | 0         | 1                   | 0                   | 52    | 0     |
| 2016-2017             | Carlisle United       | League Two             | 0           | 0           | 0               | 0               | 0                 | 0                 | 4          | 0          | -         | -         | -                   | -                   | 4     | 0     |
| Sous-total            | Sous-total            | Sous-total             | 0           | 0           | 0               | 0               | 0                 | 0                 | 4          | 0          | -         | -         | -                   | -                   | 4     | 0     |
| Total sur la carrière | Total sur la carrière | Total sur la carrière  | 78          | 1           | 1               | 0               | 2                 | 0                 | 4          | 0          | 3         | 0         | 1                   | 0                   | 89    | 1     |

## Palmarès
Il remporte le Championnat d'Océanie des moins de 20 ans en 2013 avec l'équipe de Nouvelle-Zélande.